# David Marcovich
David Marcovich (nacido en Villa Mirasol, provincia de La Pampa el 25 de febrero de 1919; fallecido en Rosario el 21 de junio de 2005) fue un futbolista argentino. Se desempeñaba como delantero y desarrolló su carrera en Rosario Central.

## Biografía
Hijo de inmigrantes ucranianos, nació en Villa Mirasol, pueblo de la provincia de La Pampa. Una vez llegada su familia a Rosario, se instaló en el barrio Hertz, en la zona sur de la ciudad. 

## Carrera
Marcovich debutó en la primera canalla en 1938, con el club aún participando de los torneos profesionales de la Asociación Rosarina de Fútbol, formando parte del equipo campeón del Torneo Gobernador Luciano Molinas de ese año. Su primer partido fue en la tercera fecha del certamen, cuando Central venció 5-1 a Belgrano de Rosario, el 7 de agosto. Al año siguiente el cuadro de Barrio Arroyito ingresó en el Campeonato de Primera División de AFA. Tuvo una destacada actuación en el cotejo de la 24.ª jornada del torneo, cuando el 1 de octubre Rosario Central venció al puntero e invicto Independiente por 3-1 como visitante. Marcovich le convirtió dos goles al futuro campeón de ese 1939. La temporada siguiente fue la última en que registró actividad en el primer equipo del auriazul. Totalizó 15 presencias y seis tantos marcados para los canallas.

## Clubes
| Club            | País      | Año       |
| --------------- | --------- | --------- |
| Rosario Central | Argentina | 1938-1940 |

## Palmarés
| Equipo          | Liga     | País      | Título         | Año  |
| --------------- | -------- | --------- | -------------- | ---- |
| Rosario Central | Rosarina | Argentina | Torneo Molinas | 1938 |